# Melinda Olsson
Melinda Olsson, född 9 september 1992 i Överkalix, är en svensk professionell ishockeyspelare som spelar för Luleå HF/MSSK i Svenska damhockeyligan. Hennes moderklubb är Överkalix IF. Hon är äldre syster till ishockeyspelaren Felix Olsson.
Melinda har 3 gånger blivit svensk mästare i ishockey, 1 med Linköping HC (2014/2015) och 2 med Luleå HF/MSSK (2015/2016, 2017/2018).